# Marco Della Vedova
Marco Della Vedova (né le 27 juin 1972 à Premosello-Chiovenda) est un coureur cycliste italien.

## Palmarès
- 1990
  - Giro della Castellania
  - 2e du Trofeo Buffoni
- 1992
  - Gran Premio CNA L'Artigianato Pistoiese
- 1993
  - 2e de la Coppa 29 Martiri di Figline di Prato
- 1995
  - Trophée Matteotti espoirs
  - Cronoscalata Gardone Val Trompia-Prati di Caregno
  - 3e du Tour de la Vallée d'Aoste

## Résultats sur les grands tours

### Tour de France
1 participation
- 1996 : abandon (14e étape)

### Tour d'Italie
5 participations
- 1996 : 34e
- 1997 : 60e
- 1998 : 83e
- 1999 : 42e
- 2000 : 48e

### Tour d'Espagne
3 participations
- 1997 : abandon (6e étape)
- 1999 : abandon (16e étape)
- 2000 : 46e